# Ringkjøbing Amt
Das Ringkjøbing Amt war ein dänischer Amtsbezirk in Westjütland. Hauptort war Ringkøbing. Das Gebiet liegt heute in der Region Midtjylland.
Entwicklung der Bevölkerung (1. Januar):
 
- 1980 – 262.751
- 1985 – 264.531
- 1990 – 267.295
- 1995 – 270.128
- 1999 – 272.644
- 2000 – 272.857
- 2003 – 275.044
- 2005 – 274.574

Ringkjøbing Amt war mit einer Bevölkerungsdichte von 57 Einwohner je km² (2005) die am dünnsten besiedelte Amtskommune Dänemarks.

## Kommunen
(Einwohner 1. Januar 2006)
 
- Aaskov Kommune (7.076)
- Aulum-Haderup Kommune (6.757)
- Brande Kommune (8.919)
- Egvad Kommune (9.460)
- Herning Kommune (59.511)
- Holmsland Kommune (5.193)
- Holstebro Kommune (41.479)
- Ikast Kommune (23.402)
- Lemvig Kommune (17.899)
- Ringkøbing Kommune (17.868)
- Skjern Kommune (13.146)
- Struer Kommune (19.113)
- Thyborøn-Harboøre Kommune (4.584)
- Thyholm Kommune (3.582)
- Trehøje Kommune (9.986)
- Ulfborg-Vemb Kommune (6.938)
- Videbæk Kommune (12.107)
- Vinderup Kommune (8.045)